# Diomocoris granosus
Diomocoris granosus är en insektsart som beskrevs av Alan C. Eyles 2000. Diomocoris granosus ingår i släktet Diomocoris och familjen ängsskinnbaggar. Inga underarter finns listade i Catalogue of Life.